# 1650
1650. је била проста година.

## Смрти

### Фебруар
- 11. фебруар — Рене Декарт, француски филозоф, математичар и научник (* 31. март — 1596)